# Równoległość

Para równoległych prostych oraz para równoległych płaszczyzn. Oprócz tego proste te są równoległe do tych płaszczyzn

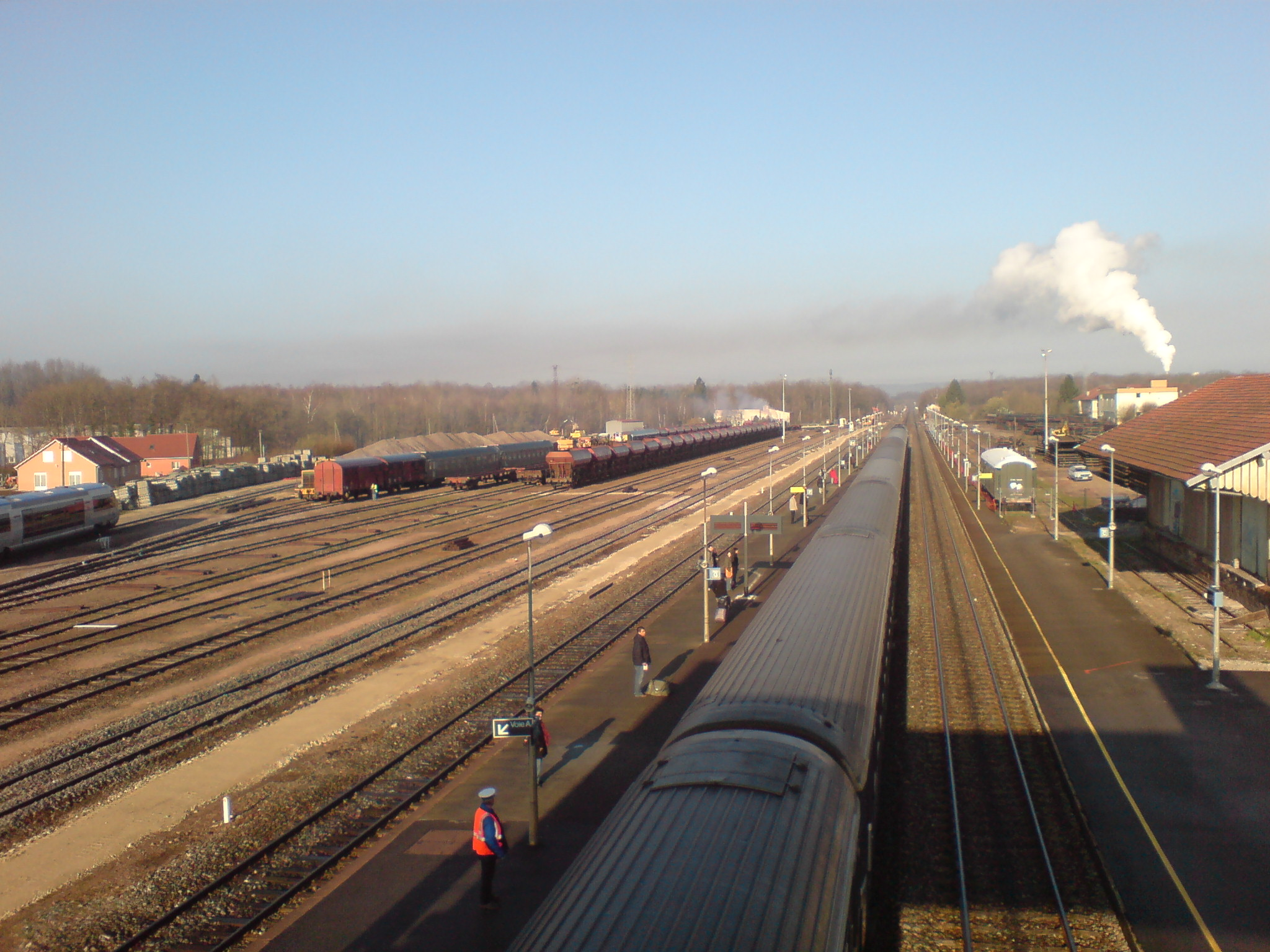
Tory kolejowe są budowane z równoległych szyn

Równoległość – w matematyce jest to wspólna nazwa powiązanych relacji między figurami geometrycznymi jak:
- proste i ich części, np. półproste i odcinki;
- linie krzywe[1][2];
- płaszczyzny i ich części, np. figury płaskie;
- inne powierzchnie[3];
- figury w wyższych wymiarach[a];
- wektory[4].

Oprócz tego równoległość ma znaczenia mniej matematyczne, bliższe zjawiskom fizycznym – równoległe procesy są przynajmniej częściowo jednoczesne.

## Definicje

Wektory u i v są nazywane równoległymi, bo ich odpowiednie proste d i d′ są równoległe

Równoległość bywa utożsamiana z rozłącznością – nieprzecinaniem się – dla:
- prostych na płaszczyźnie;
- płaszczyzn w przestrzeni trójwymiarowej;
- prostej i płaszczyzny[8].

Przy szerszych definicjach za równoległe uznaje się też:
- proste pokrywające się, inaczej tożsame[9];
- płaszczyzny pokrywające się[10];
- prostą i płaszczyznę, na której ona leży[11].

Analogicznie można definiować równoległość dla obiektów mających więcej wymiarów.
Dla dwóch prostych w trójwymiarze równoległość to więcej niż rozłączność lub równość – ta pierwsza nie jest warunkiem wystarczającym równoległości. Dwie różne proste w trójwymiarze są nazywane równoległymi pod dodatkowym warunkiem, że są współpłaszczyznowe – przechodzi przez nie wspólna płaszczyzna. Proste rozłączne przez to, że nie mają wspólnej płaszczyzny, nazywa się skośnymi.
Równoległość dwóch wektorów w przestrzeni euklidesowej można definiować dwojako – przez:
- równoległość ich prostych;
- ich proporcjonalność wprost – to, że jeden wektor jest przeskalowaniem drugiego.

W pierwszym wypadku równoległość to relacja wyłącznie między wektorami niezerowymi, tj. różnymi od zerowego. Oprócz tego w trójwymiarze definiuje się iloczyn wektorowy, a równoległość wektorów jest równoważna temu, że ich iloczyn wektorowy jest wektorem zerowym:
{\displaystyle {\vec {u}}\parallel {\vec {v}}\ \Leftrightarrow \ {\vec {u}}\times {\vec {v}}={\vec {0}}.}
Istnieją także mniej ścisłe definicje, używane w słownikach języka polskiego – odwołują się do równości pewnych odległości między figurami lub przedmiotami.

## Rola pojęcia
Za pomocą równoległości definiuje się inne pojęcia geometryczne, m.in. planimetrii i stereometrii:
- w geometrii płaskiej równoległością odcinków definiuje się m.in. trapezy[18] i równoległoboki[19];
- w geometrii trójwymiarowej równoległość płaszczyzn i odcinków pojawia się w definicjach równoległościanów[20], bardziej ogólnych graniastosłupów[21] oraz walców[22] i powierzchni walcowych[23].

Oprócz tego równoległość jest też przedmiotem:
- podanego niżej postulatu Euklidesa i jego odmian;
- twierdzenia Talesa[24].

## Geometria euklidesowa

### Aksjomaty
Postulat Euklidesa

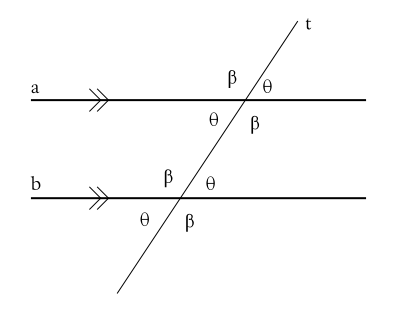

Jeżeli prosta (transwersalna) {\displaystyle t} przecina proste {\displaystyle a,b} tak, że kąty sobie odpowiadające są sobie różne, to proste {\displaystyle a,b} przecinają się.
O takich prostych mówi się, że są nierównoległe i oznacza się {\displaystyle a\nparallel b.} Proste, które nie są nierównoległe, nazywane są równoległymi i oznacza się {\displaystyle a\parallel b.}
Szkocki matematyk John Playfair określił następujący aksjomat:
Aksjomat Playfaira
Przez dowolny punkt można przeprowadzić najwyżej jedną prostą rozłączną z zadaną prostą.
O takiej prostej mówi się, że jest równoległa do zadanej prostej.
Geometrie euklidesowe to geometrie wykorzystujące aksjomat Euklidesa.

### Właściwości

Trzy płaszczyzny równoległe parami

Równoległość obiektów tego samego rodzaju – np. między prostymi lub między płaszczyznami – jest relacją równoważności, tzn. jest:
- zwrotna: {\displaystyle a\parallel a,}
- symetryczna: {\displaystyle a\parallel b\;{}} pociąga {\displaystyle {}\;b\parallel a,}
- przechodnia[12]: jeśli {\displaystyle a\parallel b\;{}} oraz {\displaystyle {}\;b\parallel c,\;{}} to {\displaystyle {}\;a\parallel c.}

## Planimetria kartezjańska

Na niebiesko zaznaczono parę prostych równoległych na płaszczyźnie kartezjańskiej

### Warunki równoległości
Proste zadane równaniami w postaci kierunkowej są równoległe wtedy i tylko wtedy, gdy mają równe współczynniki kierunkowe.
Dwie proste na płaszczyźnie kartezjańskiej są interpretacją graficzną układu dwóch równań liniowych z dwiema niewiadomymi. Proste równoległe rozłączne odpowiadają układowi sprzecznemu, proste pokrywające się układowi nieoznaczonemu. Stąd dwie proste zadane równaniami ogólnymi
{\displaystyle {\begin{cases}A_{1}x+B_{1}y+C_{1}=0\\[2pt]A_{2}x+B_{2}y+C_{2}=0\end{cases}}}
nie przecinają się lub pokrywają się, jeżeli wyznacznik (macierzy głównej) tego układu jest równy zeru:
{\displaystyle {\begin{vmatrix}A_{1}&B_{1}\\A_{2}&B_{2}\end{vmatrix}}=0\iff A_{1}B_{2}=A_{2}B_{1}.}
Podobnymi wzorami można sprawdzać równoległość wektorów płaskich.

### Odległość prostych równoległych
Jest to odległość któregokolwiek punktu leżącego na jednej prostej od jego rzutu prostopadłego na drugą prostą.
Niech l || k. Wówczas {\displaystyle l:Ax+By+C_{1}} i {\displaystyle k:Ax+By+C_{2},} gdy {\displaystyle A_{2}+B_{2}>0.}
Odległość punktu {\displaystyle O} od prostej {\displaystyle l} wyraża się wzorem:
{\displaystyle d={\frac {|Ax_{0}+By_{0}+C_{1}|}{\sqrt {A^{2}+B^{2}}}}.}
Ponieważ {\displaystyle O\in k,} to {\displaystyle Ax_{0}+By_{0}+C_{2}=0,} więc {\displaystyle Ax_{0}+By_{0}=-C_{2}.}
Zatem wzór na odległość dwóch prostych równoległych ma postać:
{\displaystyle d={\frac {|C_{1}-C_{2}|}{\sqrt {A^{2}+B^{2}}}}.}
Jeżeli przedstawimy dane proste w postaci kierunkowej: {\displaystyle l:y=mx+n_{1},} {\displaystyle k:y=mx+n_{2},}
to wzór przybierze postać:
{\displaystyle d={\frac {|n_{1}-n_{2}|}{\sqrt {1+m^{2}}}}.}

## Geometrie nieeuklidesowe
Równoległość jest pojęciem charakterystycznym dla geometrii euklidesowej (ogólniej – afinicznej).
W geometrii rzutowej (i geometrii eliptycznej) każde dwie różne proste mają dokładnie jeden punkt wspólny. Nie jest więc spełniony aksjomat Playfaira i nie jest możliwe zdefiniowanie pojęcia równoległości.
W geometrii hiperbolicznej także nie jest spełniony aksjomat Playfaira, tutaj przez dowolny punkt można przeprowadzić (co najmniej) dwie proste rozłączne z zadaną prostą. Można zdefiniować pojęcie równoległości dwóch prostych, odmienne jednak od równoległości definiowanej na płaszczyźnie euklidesowej – np. nie jest to relacja przechodnia.